# Hieracium anguineiforme
Hieracium anguineiforme es una especie de planta con flor del género Hieracium, de la familia Asteraceae, orden Asterales.

## Distribución
Hieracium anguineiforme se distribuye por Noruega.

## Taxonomía
Fue descrita científicamente por Dahlst. ex Omang. Fue publicada en Ark. Bot., a.s., 1: 159 (1949).